# Ectochela
Ectochela é um gênero de traça pertencente à família Arctiidae.